# Бернар VI д'Арманьяк
Бернар VI (фр. Bernard VI d'Armagnac; бл. 1270–1319) — граф Арманьяк і Фезансак у 1285—1319 роках. Розпочав боротьбу за віконтства Беарн і Габардан, яку вимушені були продовжити його нащадки. Сприяв зближенню свого роду з французьким королівським двором.

## Життєпис
Походив з Дому Фезансаге (Другий Дім Арманьяк). Старший син Жеро VI, графа Арманьяка і Фезансака, та Мате Беарнської. Народився близько 1270 року. У 1274—1276 роках, коли його батько перебував у французькій в'язниці в Перонні, номінально був намісником графств. Фактично керував його дід Гастон VII Монкада, віконт Беарну. 1280 року одружився з представницею роду Альбре, завдяки чому отримав титул сеньйора д'Альбре.
1285 року після смерті батька успадкував Арманьяк і Фезансак. 1286 року приніс оммаж Едуарду I, королю Англії. Разом з тим зберігав союз з Францією. 1286 року також підписав Хартію основних кутюм Фезансаку, якою розширено права місцевих сеньйорів-васалів графа.
У 1290 році після смерті діда Гастона VII вступив у суперечку за Беарн з Роже Бернаром III, графом Фуа. 1291 року заснував місто Лабастід-д'Арманьяк. 1293 року домовився з графом де Фуа вирішити суперечку за Беарн судовим герцем в Жизорі. Його припинило лише рішення французького короля. 1294 року втратив дружину та права на сеньйорію Альбре. Новий конфлікт з Роже Бернаром III виник через призначення того адміністратором єпископств Ошу, Даксу й Байонни. 1298 року одружився вдруге.
1301 року брав участь у поході Карла де Валуа до Італії, де той намагався в Папській області вибороти собі графство. Брав участь у військових походах французького короля Філіппа IV до Фландрії в 1303, 1304, 1313 роках, зокрема звитяжив у битві при Монс-ан-Певеле, де фламандці зазнали поразки. Продовжив вірну службу при Людовику X, королі Франції, 1315 року був учасником нового походу до Фландрії. Втім участь у війнах спустошила скарбницю Бернара VI, який мусив позичати 2500 золотих флоринів для похорону своєї другої дружини.
Водночас поновився конфлікт з новим графом де Фуа — Гастоном I. 1303 року останній раптово атакував та пограбував графство Арманьяк. Лише втручання англійського і французького королів Едуарда I й Філіппа IV відповідно призвело до укладання миру. Гастона I змусили сплатити великий штраф та звільнити захоплені землі Арманьяку. Водночас король Франції для вирішення конфлікту обіцяв передати Бернару VI віконтство Габардан, частину спадщини його діда Гастона VII Монкада, але так й не зробив цього. Внаслідок цього за Габардан велася суперечка протягом 1309—1315 років.
Іншим напрямом діяльності стало спадкування графства Родез, яке Бернар VI отримав як спадок дружини 1304 року. 1315 року вступив у конфлікт з єпископом Родезу, під час якого було вбито 20 осіб. За це граф Арманьяк був відлучений від церкви. Після сплати штрафу відлучення було знято 1317 року.
1316 року рішенням нового короля Філіппа V став членом вузької королівської ради. Помер 1319 року. Йому спадкував син Жан I.

## Родина
1. Дружина — Ізабелла, донька Бернара Езі IV, сеньйора Альбре.
Дітей не було.
2. Дружина — Сесіль, донька Генріха II, графа Родезу.
Діти:
- Жан (1305—1373), граф Арманьяк, Фезансак, Родез
- Мате (д/н—1364), дружина Бернара Езі V, сеньйора Альбре
- Ізабелла
- Франсуаза (1298 — д/н), дружина П'єра Раймона I, графа Комменжа

1 бастард